# Изявително наклонение
Изявителното наклонение (лат. indicativus) е основно и има най-широка употреба. Чрез него говорещият съобщава, че действието е действително съществуващо (съществувало или предстоящо да се осъществи), или пък отрича съществуването му (в миналото, в настоящето или в бъдещето).
Всички глаголни времена имат форми за изявително наклонение. Използват се във всички видове текстове.
| Време                           | Форми |
| ------------------------------- | --- |
| Сегашно                         | мисля, мислиш, мисли мислим, мислите, мислят                                                                           |
| Минало несвършено               | мислех, мислеше, мислеше, мислехме, мислехте, мислеха                                                                  |
| Минало свършено                 | мислих, мисли, мисли, мислихме, мислихте, мислиха                                                                      |
| Бъдеще                          | ще мисля, ще мислиш, ще мисли ще мислим, ще мислите, ще мислят                                                         |
| Минало неопределено             | мислил съм, мислил си, мислил е, мислили сме, мислили сте, мислили са                                                  |
| Минало предварително            | бях мислил, беше (бе) мислил, беше (бе) мислил, бяхме мислили, бяхте мислили, бяха мислили                             |
| Бъдеще в миналото               | щях да мисля, щеше да мислиш, щеше да мисли, щяхме да мислим, щяхте да мислите, щяха да мислят                         |
| Бъдеще предварително            | ще съм мислил, ще си мислил, ще е мислил, ще сме мислили, ще сте мислили, ще са мислили                                |
| Бъдеще предварително в миналото | щях да съм мислил, щеше да си мислил, щеше да е мислил, щяхме да сме мислили, щяхте да сте мислили, щяха да са мислили |